# Prairie Wind
| 전문가 평가      | 전문가 평가 |
| 평가 점수        | 평가 점수   |
| 출처             | 점수        |
| ---------------- | ----------- |
| AllMusic         | [ 1 ]       |
| Music Box        | [ 2 ]       |
| Robert Christgau | A−          |
| Music OMH        | [ 4 ]       |
| Pitchfork        | (5.8/10)    |
| Rolling Stone    | [ 6 ]       |
| Q                | [ 7 ]       |

《Prairie Wind》는 2005년 9월 27일에 발매된 캐나다의 음악가 닐 영의 스물여섯 번째 스튜디오 음반이다. 《Prairie Wind》는 1960년대 솔 음악 (《Are You Passionate?》)과 록 오페라 (《Greendale》)로 흥청망청 놀다가 상업적으로 성공한 그의 초기 음반 《Harvest》와 《Harvest Moon》을 연상시키는 어쿠스틱 기반의 사운드를 선보였다. 이 음반은 부분적으로 그의 아버지이자 캐나다 스포츠 작가이자 소설가인 스콧 영의 질병과 최근 죽음에서 영감을 받았고, 이 음반은 부분적으로 나이 든 영에게 헌정되었다.
영은 2005년 봄에 동맥류로 최소 침습 수술을 받기 전에 내슈빌에서 음반을 녹음했고, 음반의 일부 곡들은 영이 자신의 죽음에 직면하여 알게 된 것으로 보인다.
2005년 8월 18일부터 19일까지 내슈빌 라이만 공회당에서 《Prairie Wind》의 첫 라이브 공연이 열렸다. 여기서, 영은 음반의 곡들이 공연되는 2박 콘서트를 열었다. 이 콘서트들은 조너선 데미가 감독한 《닐 영 - 하트 오브 골드》라는 제목의 영화의 주제가 되었다.
영은 캐나다 온타리오주 배리에서 열린 라이브 8 콘서트에서 음반의 클로징 트랙인 〈When God Made Me〉를 데뷔했다.

## 상업적 성과
이 음반은 2005년 10월 15일, 약 72,000장의 판매고를 올리며 빌보드 200 차트에서 11위로 데뷔했다. 그것은 26주 동안 차트에 머물렀다. 2006년 1월 23일, 미국 음반 산업 협회로부터 골드 레코드를 인증했다. 《Prairie Wind》는 2006년 그래미 어워드에서 올해의 록 음반과 〈The Panker〉로 두 개의 그래미 어워드 후보에 올랐다.

## 곡 목록
모든 곡들은 닐 영에 의해 작사/작곡하였다.
| #   | 제목                                  | 재생 시간 |
| --- | ------------------------------------- | --------- |
| 1.  | 〈The Painter〉                       | 4:36      |
| 2.  | 〈No Wonder〉                         | 5:45      |
| 3.  | 〈Falling Off the Face of the Earth〉 | 3:35      |
| 4.  | 〈Far From Home〉                     | 3:47      |
| 5.  | 〈It's a Dream〉                      | 6:31      |
| 6.  | 〈Prairie Wind〉                      | 7:34      |
| 7.  | 〈Here for You〉                      | 4:32      |
| 8.  | 〈This Old Guitar〉                   | 5:32      |
| 9.  | 〈He Was the King〉                   | 6:08      |
| 10. | 〈When God Made Me〉                  | 4:05      |

## 인증
| 국가                       | 인증 | 판매량/출하량 |
| -------------------------- | ---- | ------------- |
| 아일랜드 (IRMA)            | 골드 | 7,500^        |
| 영국 (BPI)                 | 실버 | 60,000^       |
| 미국 (RIAA)                | 골드 | 500,000^      |
| ^출하량을 기반으로 한 인증 |      |               |